# Sedgley
Sedgley è una località della contea delle West Midlands, in Inghilterra.